# GNU Free Documentation License

Logo GNU

GNU Free Documentation License (GNU FDL nebo jednoduše GFDL či FDL) je copyleftová licence pro svobodnou dokumentaci, vytvořená Free Software Foundation (FSF) pro projekt GNU. Je podobná GNU General Public License, dává čtenářům práva ke kopírování, redistribuci a modifikaci díla; vyžaduje, aby všechny kopie a odvozeniny byly k dispozici pod stejnou licencí. Kopie lze prodávat, ale pokud by byly vytvářeny ve větším množství (více než 100 kusů), musí být příjemci díla k dispozici původní dokument nebo zdrojový kód.
GFDL byla navržena pro uživatelské manuály, knihy, jiné referenční nebo instruktážní materiály a pro dokumentaci, která často doplňuje software GNU. Lze ji však použít pro jakákoli textová díla, bez ohledu na to, čím se zabývají. Například svobodná on-line encyklopedie Wikipedie ji používala pro veškerý text, ale později přešla na licenci CC-BY-SA.

## Časová osa
FDL byla vydána v podobě návrhu k připomínkování ke konci roku 1999. Po revizích vyšla v březnu 2000 verze 1.1 a v listopadu 2002 verze 1.2. Aktuální verze je 1.3, vydaná 3. listopadu 2008, ve které byla přidána zejména možnost migrace na CC-by-sa 2.0 (na žádost Wikipedie).
První diskusní draft GNU Free Documentation License verze 2 byl vydán 26. září 2006, společně s návrhem nové GNU Simpler Free Documentation License.
Nový návrh GNU FDL zahrnuje mnoho vylepšení, například nové termíny vymyšlené při práci na GPLv3 ke zlepšení internacionalizace, dále vyjasnění, která mají pomoci lidem v použití licence pro audio a video, anebo uvolněné požadavky pro použití výňatků z díla.
Nově představená GNU Simpler Free Documentation License nemá žádné požadavky ohledně uchování textů na deskách a invariantních sekcí. To umožní snazší volbu licencování pro autory, kteří nechtějí uplatňovat tyto funkce GNU FDL.
1. prosince 2007 oznámil Jimmy Wales, že dlouhé období diskusí a vyjednávání mezi Free Software Foundation, Creative Commons, Wikimedia Foundation a dalšími skončilo vytvořením návrhu podporovaného FSF a Creative Commons, který upravuje Free Documentation License do takové podoby, aby měla Wikimedia Foundation možnost migrovat projekty na CC-BY-SA. Tyto změny byly implementovány ve verzi 1.3 licence.

## Podmínky
Materiály licencované pod aktuální verzí licence GFDL lze použít k jakémukoli účelu, pokud jsou splněny určité podmínky.
- Musí být uvedeni všichni předchozí autoři díla.
- Musí být zaznamenány všechny změny díla.
- Všechna odvozená díla musejí být licencována pod stejnou licencí.
- Musí být udržován celý text licence, nezměněné invariantní sekce (jak je určil autor, pokud se tak stalo), veškerá další zřeknutí se záruk (např. obecné upozornění čtenářů, že dokument nemusí být přesný) a informace o autorských právech z předchozích verzí.
- Nesmí se používat technické prostředky (např. DRM) pro ovládání či zabránění distribuce nebo úprav dokumentu.

### Druhotné sekce
Licence explicitně odděluje jakýkoli druh „dokumentu“ od „druhotných sekcí“, které nesmí být integrovány s dokumentem, ale existují jako úvodní materiály nebo dodatky. Druhotné sekce mohou obsahovat informace ohledně autorova nebo vydavatelova vztahu k předmětu díla, ale nikoli o díle samotném. Přestože dokument je sám o sobě plně editovatelný a je zásadně chráněn licencí ekvivalentní GNU General Public License (byť s ní vzájemně nekompatibilní), některé ze druhotných sekcí mají různá omezení navržená primárně s cílem zajistit odpovídající uvedení předchozích autorů.
Specificky, autoři předchozích verzí musejí být uvedeni a určité „invariantní sekce“, specifikované původním autorem a zabývající se jeho vztahem k předmětu díla, nesmějí být změněny. Je-li materiál modifikován, jeho titul se musí změnit (pokud nedali předchozí autoři svolení s ponecháním titulu). Licence obsahuje také opatření pro nakládání s texty na předních a zadních deskách knih, stejně jako pro sekce typu „Historie“, „Poděkování“, „Věnování“ nebo „Poznámky“.

### Komerční distribuce
GFDL vyžaduje možnost „kopírovat a distribuovat dokument na jakémkoli médiu, jak komerčně, tak nekomerčně“, a proto není kompatibilní s materiálem, který vylučuje komerční použití. Materiál s omezením komerčního použití je nekompatibilní s licencí a nemůže být začleněn do díla. Avšak začlenění takového materiálu může být podle autorského práva Spojených států považováno za fair use (resp. fair dealing v některých dalších státech) a není tedy třeba, aby byl licencován tak, aby šel použít pod GFDL (pokud takové fair use pokrývá všechna potenciální další užití). Jedním z příkladů takového liberálního a komerčního fair use je parodie.

### Kompatibilita s CC-BY-SA
Byť obě licence pracují s podobnými copyleftovými principy, GFDL není kompatibilní s licencí Creative Commons Attribution-ShareAlike (CC-BY-SA). Avšak verze 1.3 přidává novou sekci, která povoluje určitým typům webových stránek používajících GFDL přechod na licenci CC-BY-SA.
Tyto výjimky umožňují kolaborativnímu projektu s více autory licencovaném pod GFDL přejít na licenci CC-BY-SA 3.0 (což by normálně vyžadovalo povolení od každého autora), pokud dílo splňuje několik podmínek:
- Dílo musí být vytvářeno na „Masivně víceautorském kolaboračním serveru“ (Massive Multiauthor Collaboration Site, MMC), například veřejné wiki.
- Pokud je externí obsah původně publikovaný na MMC přítomen na těchto stránkách, dílo musí mít licenci GFDL verze 1.3, nebo dřívější verzi, ale s deklarací „nebo libovolné pozdější verze“, bez textů na deskách a bez invariantních sekcí. Pokud dílo nebylo původně publikována na MMC, lze ho pouze relicencovat, pokud bylo na MMC přidáno před 1. listopadem 2008.

Povolení sekce 11 vyprší po 1. srpnu 2009. Toto slouží k tomu, aby se zabránilo používat tuto klauzuli jako obecný nástroj kompatibility. FSF prohlásila, že například veškerý obsah přidaný na Wikipedii před 1. listopadem 2008 uvedeným podmínkám vyhovuje.

## Vymáhání
Wikipedie, nejznámější uživatel GFDL, zatím nikoho nežalovala k vynucení své licence.
Nizozemský soud vynutil dodržení podobné licence – CC-BY-NC-SA – u komerčního magazínu, který přetiskoval fotografie, které byly uloženy na server Flickr.

## Kritika GFDL
Projekt Debian a Nathanael Nerode vznesli vůči GFDL tyto námitky: když si vývojáři Debianu eventuálně zvolí, že budou svá díla licencovat pod GFDL, tak, aby vyhověli svým pravidlům Debian Free Software Guidelines, nebudou moct být použity klauzule o invariantní sekci. Tyto kritiky proto doporučují používat alternativní licence, jako je share-alike Creative Commons, BSD Documentation License nebo i GNU GPL, GFDL považují za nesvobodnou licenci. Důvody k tomu jsou ty, že GFDL umožňuje „invariantní“ (neměnný) text, který nemůže být měněn nebo odstraněn, a že zákaz použití systémů pro digital rights management (DRM) se vztahuje na platná užití, například pro „soukromé kopie, které nebudou distribuovány“.

### DRM klauzule
GNU FDL obsahuje výrok:
Nesmíte používat technická opatření, abyste mařili či kontrolovali čtení nebo další kopírování kopií, které vytváříte nebo šíříte.

Kritika tohoto výroku spočívá v tom, že je příliš široce pojatý, protože se vztahuje i na soukromé kopie, které nebudou šířeny. To znamená, že nabyvatel licence není oprávněn ukládat kopie dokumentu „vytvořené“ v proprietárním souborovém formátu nebo s použitím šifrování.
V roce 2003 řekl Richard Stallman v e-mailové konferenci debian-legal o této větě:
Toto znamená, že je nesmíte publikovat s DRM systémy omezujícími vlastníky kopií. Není to myšleno tak, že se to vztahuje na použití šifrování nebo řízení souborového přístupu k vaší vlastní kopii. Pohovořím s naším právníkem a uvidím, zda je potřeba tu větu vyjasnit.

### Invariantní sekce
S dílem pod GNU FDL může být brzy potíž, protože je potřeba mu dát nový (odlišný) titul a přitom se musí zachovat seznam předchozích titulů. To by mohlo vést k situaci, kdy existuje celá série titulních stránek a věnování v každé kopii knihy, pokud má tato dlouhou historii. Tyto stránky nelze odstranit, dokud se dílo nestane volným dílem po vypršení autorských práv.
Richard Stallman řekl o invariantních sekcích v e-mailové konferenci debian-legal:
Cílem invariantních sekcí, již od 80. let, kdyby byla vytvořena první invariantní sekce GNU Manifesto v manuálu programuj Emacs, bylo zajistit, že nemohou být odstraněny. Konkrétně aby byla jistota, aby distributoři Emacsu, kteří distribuují také nesvobodný software, nemohli odstranit výrok o naší filosofii, což by je mohlo napadnout udělat, protože tento text kritizuje jejich činnost.

### Nekompatibilita s GPL v obou směrech
GNU FDL je obousměrně nekompatibilní s GPL: to znamená, že materiál pod GNU FDL nelze vložit do GPL kódu a GPL kód nelze vložit do GNU FDL manuálu.
Kvůli tomu bývají příklady kódu často duálně licencovány, takže se mohou objevit v dokumentaci a současně být zabudovány do svobodného programu.[zdroj?]
Na mezinárodní konferenci GPLv3 v Barceloně ve dnech 22.–23. června 2006 Eben Moglen naznačil, že by budoucí verze GPL měla být použitelná pro dokumentaci:
Vyjádřením LGPL jakožto dodatečného povolení přidaného ke GPL si oblast licencování drasticky zjednodušíme. Je to jako když se fyzikové zbavili síly, nemám pravdu? Sjednotili jsme elektromagnetismus a slabou interakci do elektroslabé interakce, ano? Jednotná teorie pole nám stále uniká, dokud také dokumentové licence nebudou pouhá dodatečná povolení přidaná ke GPL. Nevím, jak se tam dostaneme, je to gravitace, je to skutečně tvrdý oříšek.

### Břemena při tisku
GNU FDL vyžaduje, že nabyvatelé licence, pokud tisknou dokument pod touto licencí, musí přiložit také „tuto licenci, informace o autorských právech a informaci, že se na dokument vztahuje tato licence“. To znamená, že pokud nabyvatel vytiskne kopii článku, na jehož text se vztahuje GNU FDL, musí přiložit informace o autorských právech a fyzický výtisk GNU FDL, který bude významně větší než dokument samotný. Co hůře, totéž se vyžaduje pro samostatné použití pouhého jediného obrázku (např. z Wikipedie).

### Transparentní formáty
Definice „transparentního“ (průhledného) formátu je komplikovaná a může být obtížné ji uplatnit. Například kresby musí být ve formátu, který umožňuje, aby mohly být přímočaře upravovány „nějakým široce dostupným kreslicím editorem“. Definici pojmu „široce dostupný“ může být obtížné interpretovat a může se během času měnit, protože např. open-source editor Inkscape rychle dospívá, ale ještě nedosáhl verze 1.0. Tato sekce, která byla přepsána někdy mezi verzemi licence 1.1 a 1.2, používá termíny „široce dostupný“ a „proprietární“ nekonzistentně a bez jejich definice. Vzhledem ke striktní interpretaci licence lze odkazy na „generické textové editory“ interpretovat jako vylučující jakékoli formáty, které nejsou lidsky čitelné, byť jsou používány open-source textovým procesorem. Při volnější interpretaci lze však formát .doc programu Microsoft Word kvalifikovat jako transparentní, protože podmnožinu souborů .doc lze perfektně editovat v OpenOffice.org, a formát proto není „čitelný a upravitelný jen proprietárním textovými procesory“.

## Další svobodné licence pro obsah
Některé z těchto licencí byly vyvinuty nezávisle na GNU FDL, zatímco jiné vznikly v reakci na zjištěné vady GNU FDL.
- FreeBSD Documentation License
- Creative Commons licence
- Design Science License
- Free Art license
- Open Content License
- Open Publication License
- Open Gaming License
- Common Documentation License
- WTFPL

## Seznam projektů používajících GFDL
- Wikipedie
- WikiClimate Archivováno 7. 1. 2009 na Wayback Machine.
- PlanetMath
- Citizendium – projekt používající GFDL pro články původně z Wikipedie
- An Anarchist FAQ
- Marxists Internet Archive
- SourceWatch
- OpenHistory
- Last.fm – popis umělců je pod GFDL
- Free On-line Dictionary of Computing